# Pressignac

Pressignac (Pressinhac în occitană) este o comună în departamentul Charente, Franța. În 1 ianuarie 2022 avea o populație de 379 de locuitori.